# Quái thú (Người đẹp và quái vật)
Quái thú (tiếng Anh: Beast) là một nhân vật hư cấu xuất hiện trong phim điện ảnh hoạt hình thứ 30 Người đẹp và quái vật (1991) của xưởng phim Walt Disney Animation Studios. Quái thú cũng xuất hiện trong hai phần tiếp nối phát hành thẳng lên video Beauty and the Beast: The Enchanted Christmas và Belle's Magical World. Dựa trên nhân vật anh hùng trong truyện cổ tích của nữ nhà văn người Pháp Jeanne-Marie Leprince de Beaumont, Quái thú do nhà biên kịch Linda Woolverton sáng tạo và Glen Keane vẽ minh họa.
Trong tất cả các lần xuất hiện trên phim hoạt hình, Quái thú đều do nam diễn viên người Mỹ Robby Benson lồng tiếng. Phim hoạt hình năm 1991 từng được chuyển thể thành một vở nhạc kịch của Broadway với vai diễn gốc trong vở kịch do nam diễn viên người Mỹ Terrence Mann đảm nhiệm. Dan Stevens là người thủ vai nhân vật này trong bản chuyển thể người đóng năm 2017 từ tác phẩm gốc năm 1991. Tạo hình Quái thú trong Disney khác xa với bản gốc vì theo nguyên tác gốc thì Quái thú là chỉ một con lợn rừng hình người.

## Đặc điểm
Quái thú không thuộc về một loài động vật nào, mà là chimera (hỗn hợp của một số loài động vật), có lẽ sẽ được xếp vào bộ ăn thịt nói chung. Anh có cấu trúc đầu và sừng của bò mộng, cánh tay và cơ thể của gấu, lông mày của khỉ đột, hàm, răng và bờm của sư tử, ngà của lợn rừng, chân và đuôi của sói. Anh cũng có nét giống với những con quái vật thần thoại như Minotaur hoặc ma sói. Anh cũng có đôi mắt màu xanh lam, một đặc điểm cơ thể không thay đổi dù là thú hay người.
Trái ngược với nguyên tác ban đầu, Disney đã cho anh ta một bản chất nguyên thủy hơn trong tính cách và cách cư xử, điều này thực sự khai thác nhân vật của anh theo hướng như một động vật chưa được thuần hóa (tức là xen kẽ giữa đi và bò, động vật gầm gừ). Nhà sản xuất Don Hahn đã hình dung ra rằng trạng thái tâm lý của Quái thú càng ngày càng trở nên hoang dã khi anh chịu lời nguyền lâu hơn, đến nỗi anh sẽ dần mất đi tính người và trở nên hoàn toàn hoang dã nếu không thể phá vỡ câu thần chú. Ý tưởng của Hahn không được thể hiện rõ ràng trong bộ phim hoạt hình năm 1991, vì Quái thú chỉ được nhìn thấy trong một cảnh ngắn ngủi sau khi biến hình, khi phần lớn câu chuyện bắt đầu trong giai đoạn sau của lời nguyền.
Trong câu chuyện gốc, Quái thú phần lớn được coi là tốt bụng và giống một quý ông, chỉ đôi khi có xu hướng nóng tính. Sự giải thích của Disney về Quái vật khiến anh thường xuyên tức giận và trầm cảm, do sự xấu hổ từ những hành động không đẹp trong quá khứ dẫn đến sự biến đổi này, và đặc biệt là cuộc đấu tranh để hòa hợp vẻ ngoài gớm ghiếc với con người bên trong khiến anh cảm thấy tuyệt vọng trong việc phá bỏ lời nguyền. Giám sát viên hoạt hình Glen Keane mô tả The Beast là "một chàng trai hai mươi mốt tuổi có tâm trạng bất an, muốn yêu, muốn được yêu, nhưng lại có vẻ ngoài xấu xí và phải vượt qua điều này." Sau khi được Belle cải tạo bằng sự quan tâm của tình yêu, tính cách của anh thay đổi thành tinh tế và điềm đạm hơn, đồng thời trở nên ngây thơ về thế giới bên ngoài.
Để phản ánh tính cách ban đầu, Quái thú được tạo hình cởi trần, với quần chẽn rách , màu xám đen, và một chiếc áo choàng màu đỏ đô cũng rách với móc cài hình tròn màu vàng. Mặc dù màu thực tế của chiếc áo choàng của anh ta là màu đỏ sẫm, chiếc áo choàng của Quái thú thường được cho là có màu tím (trong hầu hết các lần xuất hiện tiếp theo của Quái thú sau bộ phim, chẳng hạn như The Enchanted Christmas,Disney's House of Mouse, hoặc trò chơi Kingdom Hearts, áo choàng của anh ấy là màu tím). Chưa rõ lý do cho sự thay đổi màu sắc này, mặc dù rất có thể là màu tím thường có kết nối với hoàng gia. Sau khi Quái thú cứu Belle khỏi bầy sói, phong cách ăn mặc của anh cũng thay đổi để trở nên chỉn chu và kỷ luật hơn, thể hiện một tính cách tinh tế hơn khi anh cố gắng giành được tình bạn và tình yêu của Belle. Mẫu trang phục được tham khảo nhiều nhất của anh là bộ trang phục dạ hội, gồm một chiếc áo vest màu vàng bên ngoài  áo sơ mi trắng với khăn quàng cổ màu trắng, quần âu đen trang trí bằng vàng, và một chiếc áo dạ hội đuôi tôm màu xanh hoàng gia được trang trí bằng vàng, mặc trong phân cảnh khiêu vũ của bộ phim.
Bộ trang phục áo đuôi tôm màu xanh được giữ lại sau khi phục hồi trở lại thành con người, điều này tương phản hoàn toàn với thần thái và áo giáp của hoàng gia mà anh ta được mô tả trước khi bị dính lời nguyền. Hình dạng con người của anh là một thanh niên cao và mảnh khảnh với mái tóc màu nâu vàng và làn da màu kem mềm mại trong khi vẫn giữ được đôi mắt xanh sáng. Khi là một con người, anh ấy đơn giản được gọi là "Hoàng tử", như giám sát viên hoạt hình Glen Keane đã nói mọi người trong quá trình sản xuất quá bận rộn để đặt cho anh một cái tên thay thế, tuy nhiên một số tác phẩm được cấp phép như trò chơi điện tử đố The D Show  (1998) đã đặt tên anh là "Hoàng tử Adam". Disney nhanh chóng nắm bắt lấy cái tên này, như được thấy trong nhiều sản phẩm cũng như một tấm bảng treo lên vào năm 2012 (và vẫn được treo ở đó cho đến năm 2017) trong Phòng Hoàng gia Port Orleans Riverside của Walt Disney World có ghi rõ tên của anh ấy là "Hoàng tử Adam."